# Govert van Achten
Govert van Achten, auch Gubertt, Gebhart, Geborchardt, († zwischen 1616 und 1618 in Tönning) war ein Maler.

## Leben und Wirken

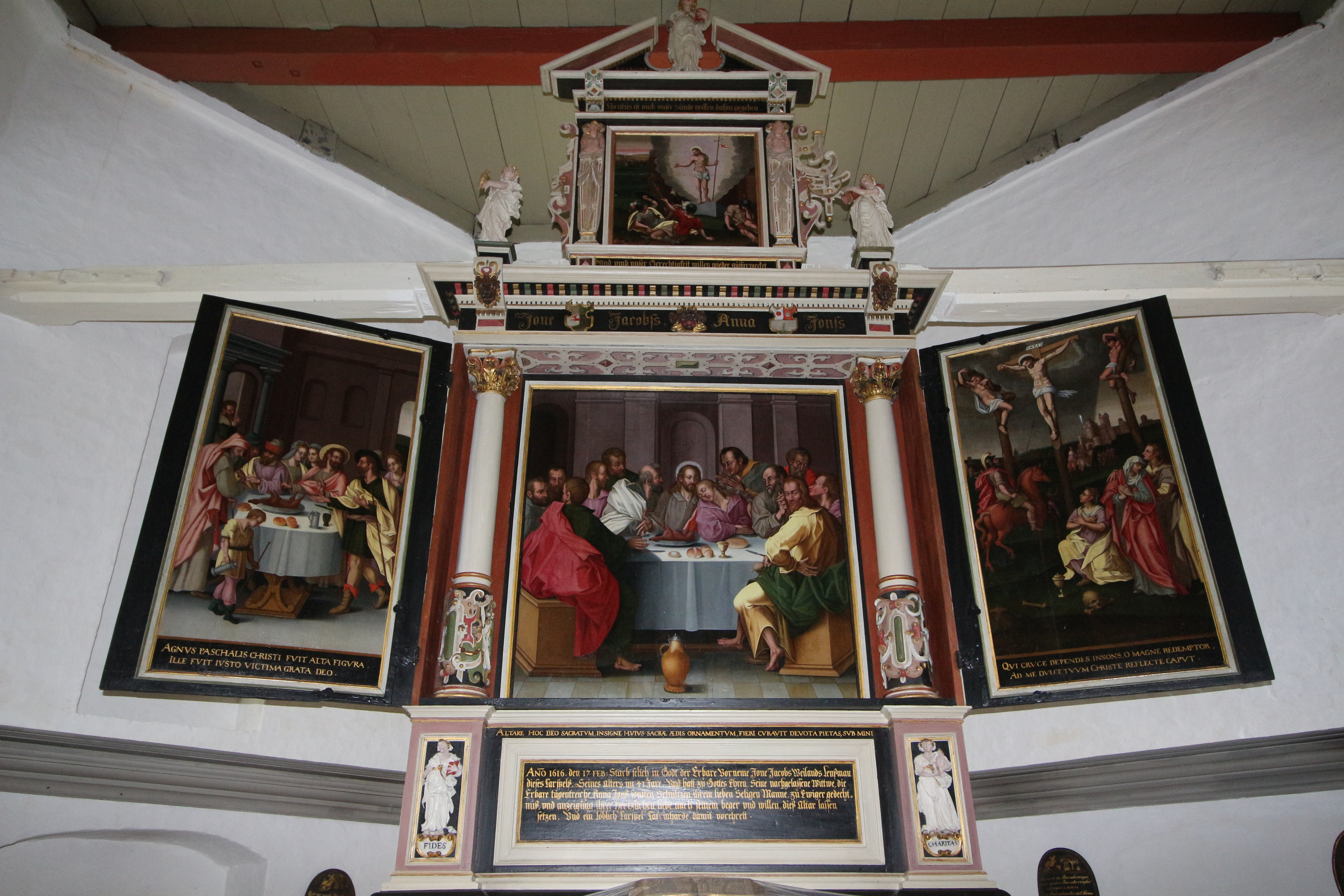
Altar in Katharinenheerd

Die Vorfahren Govert van Achtens kamen wahrscheinlich aus Noord-Brabant und emigrierten vermutlich aufgrund ihres Glaubens nach Schleswig-Holstein. Vermutlich ein Bruder oder aber der Vater van Achtens war Marten van Achten, der zwischen 1588 und 1610 als Maler arbeitete.
Govert van Achten lebte in Tönning. Er war verheiratet mit Margreta (Grete), deren Geburtsname nicht dokumentiert ist und mit der er mindestens einen Sohn hatte. Sein Leben ist aufgrund von Schuldprozessen dokumentiert. Einem ersten Eintrag im „Tönninger Civilklagebuch“ von 1593 ist zu entnehmen, dass er ein zugesagtes Gemälde für die Kirche schuldig blieb. 1596 erstellte er für den Gottorfer Hof mehrere Porträts von Fürsten. Dabei handelte es sich vermutlich um Kopien, was jedoch nicht gesichert ist. Gemeinsam mit Marten van Achten lieferte er darüber hinaus Fahnen für Trompeter und das Heer. 1602 und 1604 erhielt er Geld für viele Bilder des Chores der gotischen Marienkirche von Husum. Da diese Kirche 1807 abgerissen wurde, sind sie nicht erhalten geblieben. Mit Hilfe eines Sohnes gestaltete er 1609 einen Flügel der Orgel der Flensburger Nikolaikirche. Außerdem schuf er Altarbilder für die Kirchen in Katharinenheerd und Welt und mehrere Epitaphien, darunter das Peträus-Epitaph in der St.-Jacobi-Kirche von Schwabstedt.
Van Achtern arbeitete im Stil des Spätmanierismus. Sein Malstil und die Arbeitsweise zeigen, dass er völlig von Martens van Achten abhängig war und zumeist qualitativ minderwertiger als dieser arbeitete. Er zeichnete gröber als sein Verwandter, verwendete dunklere Farben und verband diese etwas malerischer miteinander. Er verwendete bevorzugt weiße und graue als gelbe Farbtöne.